# Phengaris xiushani
Phengaris xiushani – gatunek motyla z rodziny modraszkowatych (Lycaenidae), obecnie znany tylko z jednego stanowiska w prowincji Junnan w Chinach, gdzie wraz z gatunkiem Phengaris atroguttata zasiedla naturalne górskie lasy na wysokości 2800 m n.p.m. Szczegóły biologii nieznane. 

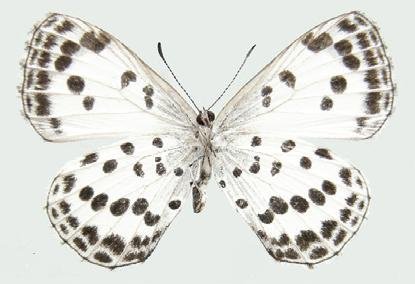
Spodnia strona skrzydeł Phengaris xiushani
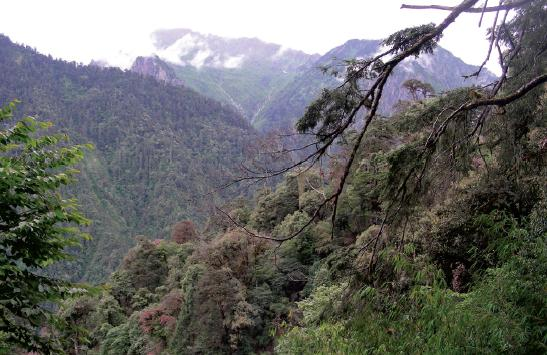
Środowisko życia Phengaris xiushani